# Something New (album)
Something New je peti studijski album skupine The Beatles, ki je izšel v ZDA in tretji, ki je izšel pri založbi Capitol. Album vsebuje osem skladb z albuma A Hard Day's Night, dve skladbi z EP-ja Long Tall Sally in nemško verzijo skladbe »I Want to Hold Your Hand« z naslovom »Komm, Gib Mir Deine Hand«. 
Album je devet tednov držal drugo mesto na lestvici Billboard 200. Zaostal je le za albumom A Hard Day's Night.

## Seznam skladb
Vse pesmi je napisal in uglasbil dvojec Lennon–McCartney, razen kjer je posebej napisano.
| Stran 1 | Stran 1                    | Stran 1 |
| Št.     | Naslov                     | Dolžina |
| ------- | -------------------------- | ------- |
| 1.      | „I'll Cry Instead‟         | 2:09    |
| 2.      | „Things We Said Today‟     | 2:39    |
| 3.      | „Any Time at All‟          | 2:13    |
| 4.      | „When I Get Home‟          | 2:18    |
| 5.      | „Slow Down‟ (Carl Perkins) | 2:55    |
| 6.      | „Matchbox‟                 | 1:58    |

| Stran 2 | Stran 2                                                                              | Stran 2 |
| Št.     | Naslov                                                                               | Dolžina |
| ------- | ------------------------------------------------------------------------------------ | ------- |
| 1.      | „Tell Me Why‟                                                                        | 2:10    |
| 2.      | „And I Love Her‟                                                                     | 2:32    |
| 3.      | „I'm Happy Just to Dance with You‟                                                   | 1:58    |
| 4.      | „If I Fell‟                                                                          | 2:22    |
| 5.      | „Komm, Gib Mir Deine Hand‟ (John Lennon–Paul McCartney/Camillo Felgen/Heinz Hellmer) | 2:19    |

## Zasedba
The Beatles
- John Lennon – vokal, kitara, klavir
- Paul McCartney – vokal, bas kitara, kitara, klavir
- George Harrison – vokal, kitara
- Ringo Starr – bobni, tolkala, vokal

Dodatni glasbeniki
- George Martin – klavir